# Дитяча травма
Дитячу травму часто описують як серйозний несприятливий досвід дитинства (НДД). Діти можуть пережити низку переживань, які класифікуються як психологічна травма; це може включати нехтування, відмова, сексуальне насильство, емоційне насильство та фізичне насильство, спостереження жорстокого поводження з боку брата, сестри чи батьків, або мати психічно хворого батька чи матір. Ці події мають глибокі психологічні, фізіологічні та соціологічні наслідки та можуть мати негативні довготривалі наслідки для здоров'я та благополуччя, такі як несоціальна поведінка, синдром порушення активності та уваги (СПАУ) і порушення сну. Подібним чином діти, чиї матері пережили травматичні або стресові події під час вагітності, мають підвищений ризик розладів психічного здоров'я та інших розладів нервової системи.
Дослідження Кайзера Перманенте та Центрів з контролю та профілактики захворювань у 1998 році про несприятливий досвід дитинства встановило, що травматичний досвід у дитинстві є основною причиною багатьох соціальних, емоційних і когнітивних порушень, які призводять до підвищеного ризику нездорової саморуйнівної поведінки, ризик насильства або повторної віктимізації, хронічні захворювання, низький життєвий потенціал і передчасна смертність. Зі збільшенням кількості несприятливих переживань зростає й ризик виникнення проблем з дитинства до дорослого життя. Майже 30 років досліджень підтвердили це. Багато штатів, медичні працівники та інші групи зараз регулярно перевіряють батьків і дітей на НДД.

## Здоров'я

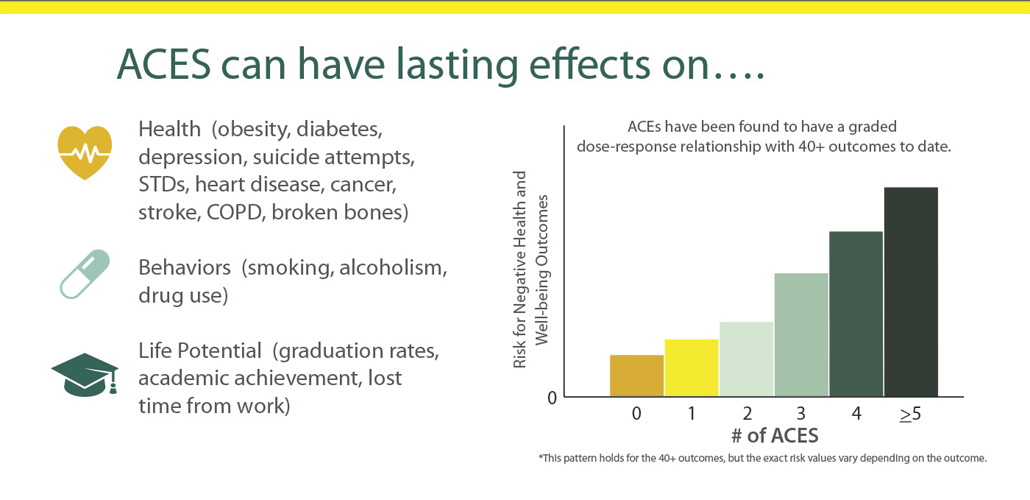
Тривалі наслідки несприятливого досвіду дитинства

Травматичний досвід у дитинстві викликає стрес, який збільшує алостатичне навантаження індивіда і, таким чином, впливає на імунну систему, нервову систему та ендокринну систему. Вплив хронічного стресу втричі або вчетверо збільшує вразливість до несприятливих медичних наслідків. Дитяча травма часто пов'язана з негативними наслідками для здоров'я, включаючи депресію, гіпертонію, автоімунні захворювання, рак легенів і передчасну смертність. Вплив дитячої травми на розвиток мозку включає негативний вплив на емоційну регуляцію та погіршення розвитку соціальних навичок. Дослідження показали, що діти, які виросли в травматичному або ризикованому сімейному оточенні, як правило, мають надмірну інтерналізацію (наприклад, соціальна замкнутість, тривога) або екстерналізацію (наприклад, агресивна поведінка) і суїцидальну поведінку. Нещодавні дослідження показали, що фізичне та сексуальне насильство пов'язане з розладами настрою та тривожністю у дорослому віці, тоді як розлади особистості та шизофренія пов'язані з емоційним насильством у дорослому віці. Крім того, дослідження показали, що наслідки психічного здоров'я внаслідок травми в дитинстві можна краще зрозуміти через розмірну структуру (інтерналізація та екстерналізація) на відміну від конкретних розладів.

### Психологічний вплив
Дитяча травма може збільшити ризик психічних розладів, включаючи посттравматичний стресовий розлад (ПТСР), проблеми прихильності, депресію та зловживання психоактивними речовинами. Чутливі та критичні етапи розвитку дитини можуть призвести до змін неврологічного функціонування, адаптації до шкідливого середовища, але складного для більш доброго середовища.
У дослідженні, проведеному Стефанією Тогнін і Марією Калем, яке порівнювало здорових порівнянь (ЗП) і осіб з клінічно високим ризиком розвитку психозу (ВРРП), 65,6 % пацієнтів з ВРРП і 23,1 % пацієнтів з ЗП пережили певний рівень дитячої травми. Висновок дослідження показує, що існує кореляція між наслідками дитячої травми та високим ризиком розвитку психозу.

## Вплив на дорослих
У дорослому віці почуття тривоги, занепокоєння, сорому, провини, безпорадності, безнадії, горя, смутку та гніву, які почалися з травми в дитинстві, можуть продовжуватися. Крім того, ті, хто пережив травму в дитинстві, частіше стикаються з тривогою, депресією, самогубством і самоушкодженнями, посттравматичним стресовим розладом, зловживанням наркотиками та алкоголем і труднощами у стосунках. Наслідки дитячої травми не закінчуються лише емоційними наслідками. Ті, хто пережив травми в дитинстві, також мають вищий ризик розвитку астми, ішемічної хвороби серця, діабету або інсульту. У них також більша ймовірність розвитку «посиленої реакції на стрес», яка може ускладнити їм регуляцію своїх емоцій, призвести до проблем зі сном, зниження імунної функції та збільшити ризик ряду фізичних захворювань у дорослому віці.

### Епігенетика
Травма в дитинстві може залишити епігенетичні сліди на генах дитини, які хімічно змінюють експресію генів шляхом глушіння або активації генів або метилювання ДНК. Це може змінити фундаментальні біологічні процеси та негативно вплинути на здоров'я протягом усього життя. Дослідження 2013 року показало, що люди, які пережили травму в дитинстві, мали іншу нейропатологію, ніж люди з посттравматичним стресовим розладом, отриманими після травми в дитинстві. Ще одне недавнє дослідження на макак-резусах показало, що зміни метилювання ДНК, пов'язані з негараздами раннього періоду життя, зберігалися в дорослому віці. Це дослідження було зосереджено насамперед навколо метилювання, пов'язаного з геном NR3C1, однак дослідження епігенетичного впливу травми поширилися на інші гени, включаючи KITLG.
Люди, які пережили воєнну травму чи жорстоке поводження в дитинстві, мають підвищений ризик розладів спектру травм, таких як посттравматичний стресовий розлад. Крім того, травматичний стрес пов'язаний зі змінами в нейроендокринній та імунній системах, що підвищує ризик фізичних захворювань. Зокрема, епігенетичні зміни в генах, що регулюють вісь гіпоталамус-гіпофіз-надниркові залози, а також імунну систему спостерігалися у тих, хто пережив травми в дитинстві та дорослому віці.
Травматичний досвід може навіть вплинути на психологічні та біологічні параметри в наступному поколінні, тобто травматичний стрес може мати трансгенераційні наслідки. Встановлено, що вплив батьківської травми пов'язаний з більшим ризиком посттравматичного стресового розладу (ПТСР), а також розладів настрою та тривоги у нащадків, оскільки біологічні зміни, пов'язані з ПТСР та/або іншими розладами, пов'язаними зі стресом, також спостерігалися у нащадків постраждалих від травми, які самі не повідомляють про травму чи психіатричний розлад. Моделі на тваринах продемонстрували, що вплив стресу може призвести до епігенетичних змін у наступному поколінні, і такі механізми, як припускають, лежать в основі вразливості до симптомів у нащадків тих, хто пережив травму. Було продемонстровано, що стійкі поведінкові реакції на стрес та епігенетичні зміни у дорослих нащадків опосередковані змінами в гаметах у внутрішньоутробному періоді, варіаціями раннього постнатального догляду та/або іншим досвідом раннього життя, на який впливає вплив батьків.
Ці зміни можуть призвести до тривалих змін у реакції на стрес, а також до ризику для фізичного здоров'я. Крім того, наслідки батьківської травми можуть бути передані наступному поколінню через батьківський дистрес і до- та постнатальний оточення, а також через епігенетичні ознаки, що передаються через зародкову лінію. У той час як епігенетичні дослідження мають високий потенціал для просування нашого розуміння наслідків травми, результати слід інтерпретувати з обережністю, оскільки епігенетика є лише частиною складної головоломки взаємодіючих біологічних і екологічних факторів.

#### Трансгенераційні ефекти
Люди можуть передавати свої епігенетичні мітки, включаючи демієлінізовані нейрони, своїм дітям. Наслідки травми можуть передаватися від одного покоління тих, хто пережив травму дитинства, до наступних поколінь нащадків. Це відоме як трансгенераційна травма або міжгенераційна травма, і може проявлятися у поведінці батьків, а також епігенетично. Вплив дитячої травми разом зі стресом навколишнього середовища також може спричинити зміни в генах і генній експресії. Зростаюча кількість літератури свідчить про те, що дитячий досвід травм і жорстокого поводження в близьких стосунках не тільки ставить під загрозу їхнє благополуччя в дитинстві, але також може мати довготривалі наслідки, які поширюються навіть на доросле життя. Ці довгострокові наслідки можуть включати проблеми з регуляцією емоцій, які потім можуть передаватися наступним поколінням через взаємодію між дітьми та батьками та навчену поведінку (див. також поведінкову епігенетику, історичну травму та цикл насильства).

## Соціально-економічні витрати
Соціальні та економічні витрати, пов'язані з жорстоким поводженням з дітьми та нехтуванням ними, важко підрахувати. Деякі витрати є прямими і безпосередньо пов'язані з жорстоким поводженням, наприклад, витрати на лікування травм, отриманих внаслідок фізичного насильства, та витрати на прийомні сім'ї, які виникають внаслідок вилучення дітей, коли вони не можуть залишатися в безпеці в своїх сім'ях. Інші витрати, менш безпосередньо пов'язані з випадками насильства, включають нижчу академічну успішність, злочинність серед дорослих та проблеми з психічним здоров'ям на все життя. Як прямі, так і непрямі витрати впливають на суспільство та економіку.

## Стійкість
Жорстоке поводження в дитинстві суттєво передбачає різноманітні негативні наслідки у дорослому віці. Однак не у всіх дітей, які зазнали потенційно травматичної події, у подальшому виникають проблеми з психічним чи фізичним здоров'ям. Тому існують фактори, які зменшують вплив потенційно травматичних подій і захищають людину від розвитку проблем із психічним здоров'ям після контакту з потенційно травматичною подією. Це так звані фактори стійкості.
Дослідження щодо дітей, які показали адаптивний розвиток, стикаючись із труднощами, почалися в 1970-х роках і тривають донині. Стійкість визначається як «процес, здатність або результат успішної адаптації, незважаючи на складні або загрозливі обставини». Концепція стійкості походить від досліджень, які показали, що переживання позитивних емоцій має відновлюючий і профілактичний вплив на переживання негативних емоцій у ширшому плані щодо фізичного та психологічного благополуччя загалом і, зокрема, щодо реакції на травму. Цей напрямок досліджень сприяв розробці втручань, які зосереджуються на сприянні стійкості, а не на зосередженні на дефіцитах у людини, яка пережила травматичну подію. Було виявлено, що стійкість знижує ризик самогубства, депресії, тривоги та інших психічних розладів, пов'язаних із травмою в дитинстві.
Коли людина з високим рівнем стійкості переживає потенційно травматичну подію, її відносний рівень функціонування суттєво не відхиляється від рівня функціонування, який вони демонстрували до піддавання потенційно травматичній події. Крім того, та сама особа може швидше й успішніше оговтатися від потенційно травматичного досвіду, ніж особа, яку можна назвати менш стійкою. У дітей рівень функціонування операціоналізується, оскільки дитина продовжує поводитись у спосіб, який вважається відповідним для розвитку дитини цього віку. Рівень функціонування також вимірюється наявністю психічних розладів, таких як депресія, тривога, посттравматичний стресовий розлад тощо.

### Фактори, що впливають на стійкість
Фактори, що впливають на стійкість, включають такі культурні чинники, як соціально-економічний статус, тобто мати більше ресурсів у своєму розпорядженні зазвичай означає більшу стійкість до травм. Крім того, серйозність і тривалість потенційно травматичного досвіду впливають на ймовірність переживання негативних результатів у результаті травми в дитинстві. Одним із факторів, який не впливає на стійкість, є стать, причому як чоловіки, так і жінки однаково чутливі до факторів ризику та факторів захисту. Когнітивні здібності також не є показником стійкості.
Було показано, що прив'язаність є одним із найважливіших факторів, які слід враховувати, коли мова заходить про оцінку відносної стійкості людини. Діти з надійною прив'язаністю до дорослого з ефективними стратегіями подолання, швидше за все, переноситимуть несприятливий досвід дитинства (НДД) адаптивним способом. Надійна прихильність протягом усього життя (зокрема в підлітковому та дорослому віці) видається однаково важливою для виховання та підтримки стійкості. Надійна прихильність до однолітків протягом підліткового віку є особливо сильним показником стійкості. Вважається, що в контексті жорстокого поводження ці безпечні прив'язаності зменшують ступінь, до якого діти, які зазнали жорстокого поводження, сприймають інших як таких, що не заслуговують на довіру. Іншими словами, в той час як деякі діти, які зазнали насильства, можуть почати вважати інших людей небезпечними та такими, яким не можна довіряти, діти, які здатні розвивати та підтримувати здорові стосунки, менш схильні до таких поглядів. Діти, які пережили травму, але водночас мають здорову прив'язаність до різних груп людей (по суті, дорослих, однолітків, романтичних партнерів тощо) протягом дитинства, підліткового та дорослого віку, є особливо стійкими.
Особистість також впливає на розвиток (або відсутність) дорослої психопатології в результаті жорстокого поводження з дитинством. Особи, які отримали низькі показники нейротизму, демонструють менше негативних наслідків, таких як психопатологія, кримінальна діяльність і погане фізичне здоров'я, після контакту з потенційно травматичною подією. Крім того, виявилося, що люди з вищими показниками відкритості до досвіду, сумлінності та екстраверсії більш стійкі до наслідків дитячої травми.

### Підвищення стійкості
Одне з найпоширеніших помилкових уявлень про стійкість полягає в тому, що люди, які виявляють стійкість, є чимось особливим або надзвичайним. Досить поширена серед дітей є успішна адаптація або стійкість. Частково це пов'язано з природним адаптивним характером дитячого розвитку. Таким чином, стійкість підвищується шляхом захисту від факторів, які можуть підірвати вроджену стійкість дитини. Дослідження показують, що життєстійкість можна підвищити, надавши дітям, які зазнали травми, середовище, в якому вони почуватимуться в безпеці та зможуть надійно прив'язати себе до здорового дорослого. Тому втручання, які сприяють зміцненню зв'язків між батьками та дітьми, є особливо ефективними для запобігання потенційним негативним наслідкам травми.
Крім того, дослідники стійкості стверджують, що успішна адаптація — це не просто результат, а процес розвитку, який триває протягом усього життя людини. Таким чином, успішне сприяння стійкості також має тривати протягом усього життя людини.

## Прогноз
Травма впливає на всіх дітей по-різному (див. стрес у ранньому дитинстві). У деяких дітей, які зазнали травми, виникають серйозні та тривалі проблеми, тоді як у інших можуть бути мінімальні симптоми та вони швидше одужують. Дослідження показали, що, незважаючи на широкий вплив травми, діти можуть одужувати й одужують, і що допомога та втручання з урахуванням травми дають кращі результати, ніж «звичайне лікування». Допомога з інформацією про травму визначається як надання послуг або підтримки таким чином, щоб відповідати особливим потребам людей, які зазнали травми.

## Види травми

### Емоційне насильство
Емоційне насильство часто є прихованою формою травми, яка може відбуватися як відкрито, так і приховано. Емоційне насильство полягає в емоційних маніпуляціях, образливих словах, ізоляції, дискретизації, приниженні тощо, які мають тенденцію до інтерналізованого впливу на самооцінку, ідеали, цінності та реальність людини. Емоційне насильство над дітьми є окремою проблемою, пов'язаною з дитячою травмою та впливом, який вона має на дітей, коли вони зростають в сім'ях, де панує емоційне насильство, або перебувають у стосунках з особами, які чинять емоційне насильство.

### Цькування
Цькування — будь-яка неспровокована дія з наміром завдати фізичної чи психологічної шкоди людині, яка, як вважається, має меншу фізичну чи соціальну владу. Булінг — це форма агресивних дій, яка часто повторюється та є звичною та може відбуватися особисто або в Інтернеті.
Знущання в дитинстві можуть завдати шкоди або страждання, а також шкоди освіті, яка може вплинути на пізнішу стадію підліткового віку. Участь у цькуванні як жертви, кривдника, кривдника/жертви або свідка може загрожувати благополуччю дітей. Булінг може бути фактором ризику розвитку розладів харчової поведінки, може впливати на функціонування осі ВНС і може впливати на функціонування в дорослому віці. Він підвищує ризик виникнення фізичних проблем, таких як запалення, діабет і серцеві захворювання, а також проблем з психічним здоров'ям, таких як тривога, депресія, агорафобія, панічний розлад, зловживання психоактивними речовинами та ПТСР.

### Насильство в суспільстві
На відміну від цькування, яке є прямим, травма від насильства в суспільстві не завжди безпосередньо закріплюється за дитиною, а натомість є результатом насильницьких дій і поведінки в суспільстві, таких як бандитське насильство, шкільна стрілянина, заворушення або жорстокість поліції. Насильство в суспільстві, як пряме, так і непряме, пов'язане з багатьма негативними наслідками для психічного здоров'я дітей і підлітків, включаючи інтерналізовані симптоми, пов'язані з травмою, академічні проблеми, зловживання психоактивними речовинами та суїцидальні думки.
Докази також свідчать про те, що насильство, як правило, породжує більше насильства; діти, які є свідками насильства в суспільстві, постійно виявляють вищий рівень агресії протягом періодів розвитку, включаючи раннє та середнє дитинство, а також підлітковий вік.

### Складна травма
Комплексна травма виникає внаслідок впливу численних і повторюваних епізодів віктимізації або інших травматичних подій. Особи, які зазнали множинних форм травми, часто демонструють широкий спектр труднощів порівняно з тими, хто зазнав лише одного з небагатьох травматичних впливів. Наприклад, когнітивні ускладнення (дисоціація), афективні, соматичні, поведінкові, стосункові та самоатрибуційні проблеми спостерігаються в осіб, які пережили комплексну травму.

### Катастрофи
Крім досвіду самих природних і техногенних катастроф, травми, пов'язані з катастрофами, включають втрату близьких людей, зриви, спричинені безпритульністю та труднощами, а також розпад громадських структур. Вплив стихійного лиха є дуже стресовим досвідом, який може призвести до широкого діапазону дезадаптивних результатів, особливо у дітей. Вплив стихійного лиха є фактором ризику погіршення психологічного здоров'я дітей і підлітків. Психологічні симптоми мають тенденцію до зменшення з часом після впливу, це не швидкий процес.

### Насильство з боку інтимного партнера
Подібно до насильства в громаді, травма, пов'язана з насильством з боку інтимного партнера, не обов'язково є наслідком безпосереднього впливу на дитину, але може бути результатом насильства в домогосподарстві, часто насильства, спрямованого проти одного або кількох опікунів чи членів сім'ї. Вона часто супроводжується прямим фізичним та емоційним насильством над дитиною. Стати свідком насильства та погроз щодо опікуна в перші роки життя пов'язано з серйозними наслідками для здоров'я та розвитку дитини.
Наслідки для дітей включають психологічний стрес, розлади поведінки, порушення саморегуляції, труднощі соціальної взаємодії та дезорганізовану прихильність. Діти, які зазнали міжособистісного насильства, мали більшу ймовірність розвитку тривалих проблем із психічним здоров'ям, ніж ті, хто отримав неміжособистісні травми. Вплив насильства з боку інтимного партнера може бути більш серйозним для дітей молодшого віку. Молодші діти повністю залежать від своїх опікунів, ніж старші, не лише у фізичному, а й в емоційному плані. Це необхідно для їхнього нормального неврологічного, психологічного та соціального розвитку. Ця залежність може сприяти тому, що вони стають вразливими до насильства над тими, хто їх доглядає.

### Медична травма
Медична травма, яку іноді називають «педіатричний медичний травматичний стрес», відноситься до набору психологічних і фізіологічних реакцій дітей та їхніх сімей на біль, травму, серйозну хворобу, медичні процедури та інвазивні або лякаючі переживання лікування. Медична травма може виникнути як відповідь на одну або декілька медичних подій. У дітей вони все ще розвиваються когнітивні навички, і через це вони по-іншому обробляють інформацію. Вони можуть асоціювати біль із покаранням і вірити, що зробили щось не так, що спричинило їм біль, або що вони якимось чином завдали собі травми.
Через травматичний медичний досвід у дітей може порушитися прив'язаність до своїх опікунів. Це залежить від віку дитини та її розуміння своїх медичних труднощів. Наприклад, маленька дитина може відчувати себе зрадженою батьками, якщо їм довелося брати участь у діях, які спричинили і посилили біль дитини, наприклад, давати їй ліки або водити її до лікаря. У той же час стосунки «батьки-дитина» напружені через почуття безсилля, провини або неадекватності батьків.

### Фізичне насильство
Фізичне насильство над дитиною — це фізична травма або фізична травма, спричинена ляпасами, побиттям, ударами чи іншим способом заподіяння шкоди дитині. Таке зловживання вважається невипадковим. Травми можуть варіюватися від легких синців до переломів кісток, переломів черепа та навіть смерті. Короткострокові наслідки фізичного жорстокого поводження з дітьми включають переломи, когнітивні або інтелектуальні порушення, дефіцит соціальних навичок, посттравматичний стресовий розлад, інші психіатричні розлади, підвищену агресію та екстерналізовану поведінку, тривогу, ризиковану поведінку та суїцидальна поведінка. Довгострокові наслідки включають труднощі з довірою до інших, низьку самооцінку, тривогу, фізичні проблеми, гнів, інтерналізацію агресії, депресію, міжособистісні труднощі та зловживання психоактивними речовинами.

### Травма біженця
Дитяча травма, пов'язана з біженством, може мати місце в країні походження дитини через війну, переслідування або насильство, але також може бути наслідком процесу переміщення або навіть перебоїв і переходів під час переселення в країну призначення. Дослідження молоді біженців свідчать про високий рівень травматизації, пов'язаної з війною, і виявили глибокі негативні наслідки цього досвіду для психічного здоров'я дітей. Деякі наслідки пережитої травми у дітей-біженців — це проблеми з поведінкою, розлади настрою і тривожність, посттравматичний стресовий розлад і труднощі з адаптацією.

### Травма розлуки
Травма розлуки — це порушення стосунків прихильності, яке порушує неврологічний розвиток і може призвести до смерті. Хронічна розлука з опікуном чи опікунскою може бути надзвичайно травматичною для дитини. Крім того, розлука з батьками чи фігурою прихильності під час переживання окремої дитячої травми також може мати стійкий вплив на безпеку прихильності дитини. Пізніше це може бути пов'язано з розвитком посттравматичної симптоматики у дорослих.

### Травматичне горе
Травматичне горе відрізняється від традиційного процесу горювання тим, що дитина не може впоратися з повсякденним життям або навіть згадати близьку людину поза обставинами її смерті. Це часто трапляється, коли смерть є результатом раптової хвороби або акту насильства.

## Лікування
Наслідки дитячої травми для здоров'я можна пом'якшити за допомогою догляду та лікування.
Існує багато методів лікування дитячих травм, включаючи психосоціальне лікування та фармакологічне лікування. Психосоціальне лікування може бути націлене на окремих осіб, як-от психотерапія, або на ширші групи населення, як-от загальношкільні втручання. У той час як дослідження (систематичні огляди) поточних доказів показали, що багато типів лікування є ефективними, орієнтована на травму когнітивно-поведінкова терапія може бути найефективнішою для лікування дитячої травми.
Навпаки, інші дослідження показали, що фармакологічна терапія може бути менш ефективною, ніж психосоціальна терапія для лікування дитячих травм. Нарешті, раннє втручання може значно зменшити негативні наслідки дитячої травми для здоров'я.

### Психосоціальні методи лікування

#### Когнітивно-поведінкова терапія
Когнітивно-поведінкова терапія (КПТ) є психологічним методом вибору для лікування посттравматичних стресових розладів і рекомендована рекомендаціями щодо передового лікування. Мета КПТ — допомогти пацієнтам змінити свої думки, переконання та ставлення, щоб краще контролювати свої емоції. Крім того, вона побудованай таким чином, щоб допомогти пацієнтам краще впоратися з травмою та вдосконалити свої навички вирішення проблем. Багато досліджень надають докази того, що КПТ є ефективною для лікування посттравматичних стресових розладів з точки зору ступеня зменшення симптомів порівняно з рівнями до лікування та діагностичного відновлення. Пов'язані бар'єри лікування включають стигму, вартість, географію та недостатню доступність лікування.

#### Когнітивно-поведінкова терапія, орієнтована на травму
Когнітивно-поведінкова терапія, орієнтована на травму (КП-ТОT), — це розділ когнітивно-поведінкової терапії, призначений для лікування випадків ПТСР у дітей і підлітків. Ця модель лікування поєднує в собі принципи когнітивної терапії з травмочутливими підходами. Це допомагає привчати навички справлятися із симптомами травми як для дитини, так і для батьків, якщо вони доступні, перш ніж дозволити дитині пережити травму самостійно в безпечному місці. Дослідження (систематичні огляди) показали, що орієнтована на травму когнітивно-поведінкова терапія є одним із найефективніших методів лікування для мінімізації негативних психологічних наслідків дитячої травми, зокрема посттравматичного стресового розладу.

#### Терапія десенсибілізації рухів очей і повторної обробки
Терапія десенсибілізації рухів очей і повторної обробки (ТДРОП) — це техніка, яка використовується терапевтами для обробки травматичних спогадів. Втручання змушує пацієнта згадати травматичні спогади та використовувати двосторонню стимуляцію, таку як рухи очей або постукування пальцями, щоб допомогти регулювати свої емоції. Процес завершується, коли пацієнт втрачає чутливість до пам'яті і може згадати її без негативної відповіді. Рандомізоване контрольоване дослідження показало, що ТДРОП зменшує симптоми ПТСР у дітей, які зазнали одноразової травматичної події, і є економічно ефективним. Крім того, дослідження показали, що ТДРОП є ефективним засобом лікування ПТСР.

#### Діалектична поведінкова терапія
Було показано, що діалектична поведінкова терапія (ДПТ) допомагає запобігти самопошкодженню та покращує міжособистісні відносини шляхом зменшення уникнення досвіду та вираженого гніву за допомогою поєднання когнітивних поведінкових методів і методів усвідомленості.

#### Герої реального життя
Терапія героїв реального життя (ГРЖ) — послідовне, орієнтоване на прихильність лікування дітей із комплексним посттравматичним стресовим розладом, яке зосереджується на 3 основних компонентах: регуляція впливу, стосунки емоційної підтримки та інтеграція життєвих історій для формування ресурсів і навичок стійкості. Дослідження 126 дітей показало, що лікування за допомогою гри «Герої реального життя» ефективно зменшує симптоми посттравматичного стресового розладу та покращує поведінкові проблеми.

#### Система кодування наративно-емоційного процесу
Система кодування наративно-емоційного процесу (СКНЕП) — це поведінкова система кодування, яка ідентифікує вісім маркерів клієнта: абстрактна історія, порожня історія, неісторична емоція, початкова історія, та сама стара історія, історія з конкуруючими сюжетними лініями, історія з неочікуваним результатом та історія відкриття. Кожен маркер різниться за ступенем, до якого конкретні індикатори процесу розповіді та емоцій представлені в однохвилинних сегментах часу, взятих із записаних на відео сеансів терапії. Оскільки покращена інтеграція наративу та емоційного вираження раніше асоціювалася з відновленням після складної травми.

#### Структура прихильності, саморегуляції та компетентності
Структура прихильності, саморегуляції та компетенції (ПСК) — це втручання для дітей та підлітків, які постраждали від складної травми. Концепція ПСК — це гнучке компонентне втручання для лікування дітей і підлітків, які пережили складну травму. Теоретично ґрунтується на теоріях прихильності, травми та розвитку та розглядає три основні сфери, на які впливає вплив хронічної міжособистісної травми: прихильність, саморегуляція та навички розвитку. Дослідження з використанням даних Національної мережі дитячого травматичного стресу США показало, що лікування за допомогою схеми ПСК було ефективним, зменшуючи поведінкові проблеми та симптоми посттравматичного стресового розладу до такої ж міри, як когнітивно-поведінкова терапія, орієнтована на травму.

#### Загальношкільні підходи
Багато загальношкільних втручань, які були вивчені, значно відрізняються одне від одного, що обмежує силу доказів на підтримку загальношкільних втручань для лікування дитячої травми; однак дослідження загальношкільних підходів показують, що вони, як правило, мають помірну ефективність, зменшуючи симптоми травми, заохочуючи зміну поведінки та покращуючи самооцінку.

### Фармацевтичні процедури
Більшість досліджень, які оцінюють ефективність використання фармацевтичних препаратів (ліків) для лікування травм у дитинстві, зосереджуються саме на лікуванні ПТСР. ПТСР — це лише один із наслідків для здоров'я, який може виникнути в результаті травми, отриманої в дитинстві. Кілька досліджень оцінюють ефективність фармацевтичного лікування для лікування інших наслідків дитячої травми для здоров'я, окрім ПТСР.
Селективні інгібітори зворотного захоплення серотоніну (СІЗЗС) та інші антидепресанти — це ліки, які зазвичай використовуються для лікування симптомів посттравматичного стресового розладу. Дослідження (систематичні огляди) показали, що ліки можуть бути менш ефективними, ніж психосоціальна терапія для лікування ПТСР. Однак було доведено, що ліки ефективні в поєднанні з іншою формою терапії, такою як КПТ для посттравматичного стресового розладу.